# Brandtit
Brandtit är ett mineral, ett vattenhaltigt kalkmagnesiaarsenat, påträffat vid Harstigens gruvor i Värmland.